# Келузиту
Келузиту (порт. Queluzito) — муниципалитет в Бразилии, входит в штат Минас-Жерайс. Составная часть мезорегиона Агломерация Белу-Оризонти. Входит в экономико-статистический микрорегион Консельейру-Лафайети. Население составляет 1838 человек на 2006 год. Занимает площадь 153,038 км². Плотность населения — 12,0 чел./км².

## История
Город основан 31 декабря 1962 года.

## Статистика
- Валовой внутренний продукт на 2003 год составляет 9 874 832,00 реалов (данные: Бразильский институт географии и статистики).
- Валовой внутренний продукт на душу населения на 2003 год составляет 5437,68 реалов (данные: Бразильский институт географии и статистики).
- Индекс развития человеческого потенциала на 2000 год составляет 0,730 (данные: Программа развития ООН).